# Ходаковский, Феликс Викентьевич
Феликс Викентьевич Ходаковский (1 марта 1938, село Ногачёвка, Славутский район, Хмельницкая область — 2 октября 2022) — советский и российский строитель. Герой Социалистического Труда.

## Биография
Родился 1 марта 1938 года в селе Ногачёвка (ныне - Славутский район Хмельницкой области Украины) в семье строителя (отец и мать — поляки).
В 1951 году вместе с семьёй переехал на станцию Чуна Иркутской области, где его отец участвовал в строительстве трассы Тайшет — Лена. Здесь же окончил 10 классов.
В 1959 году окончил с отличием Иркутский техникум транспортного строительства и поступил на заочное отделение в Новосибирский институт инженеров железнодорожного транспорта (НИИЖТ), который окончил в 1964 году.
С 1959 года работал в строительно-монтажном поезде № 288 (СМП-288) треста «Ангарстрой» сначала бригадиром, затем мастером пути, потом принял прорабский участок — строительно-монтажную колонну численностью 280 человек. Участвовал в строительстве железнодорожной трассы Абакан-Тайшет, занимался укладкой и балластировкой пути. В процессе работы в ходе перемещения вдоль построенной трассы вместе с колонной был переведён в СМП-299. Колонна и её начальник работали по-ударному, а сама стройка была объявлена «Трассой Мужества». В тяжелейших условиях Саянских гор строителям пришлось тянуть крайне необходимую для народного хозяйства трассу. Коллективом СМК Ходаковского постоянно перевыполнялись принятые на себя обязательства и ввиду этого сокращались сроки строительства отрезков пути.
Указом Президиума Верховного Совета СССР от 12 апреля 1966 года за трудовую доблесть, проявленную при строительстве железнодорожной трассы Абакан-Тайшет, Ходаковскому Феликсу Викентьевичу присвоено звание Героя Социалистического Труда с вручением ордена Ленина и золотой медали «Серп и Молот». Феликс Ходаковский стал самым молодым Героем Социалистического Труда в стране, получив это высокое звание в 27 лет.
Строительство трассы Абакан — Тайшет Ф. В. Ходаковский завершал уже в должности старшего инженера производственного отдела в УС «Ангарстрой». Затем он был назначен главным инженером СМП-266.
Началось строительство железной дороги Хребтовая — Усть-Илимская. В 1970 году Ф. В. Ходаковский уже работал начальником СМП-219, а через 2 года его перевели на должность заместителя управляющего «Ангарстроя», и он курировал строительство трассы Хребтовая — Усть-Илимская. Под его руководством были построены станции Игирма, Баларихта, Тушама, мост высотой 44 метра через реку Карапчанку и другие объекты. К октябрьским праздникам 1973 года 240 километров дороги через тайгу, горы, болота и реки были сданы в эксплуатацию с оценкой «отлично».
С началом строительства Байкало-Амурской магистрали (БАМ) Ф. В. Ходаковского, как заместителя управляющего «Ангарстроя», назначили ответственным за высадку первого строительного десанта на Таюру. 2 мая 1974 года в будущий посёлок Звёздный прямо со съезда комсомола он привёз Всесоюзный ударный отряд имени XVII съезда ВЛКСМ. Ходаковский курировал весь Западный участок стройки (до перевала Даван на границе с Бурятией.
Вскоре на берегу реки Окукихта строителями был заложен посёлок Магистральный. А потом на бамовской карте стали появляться Ния, Улькан, Кунерма, Северобайкальск, Кичера, Новый Уоян.
В 1975 году Ф. В. Ходаковский был назначен управляющим трестом «Бамстроймеханизация» в городе Тында. Он построил 175-километровую стальную колею Малого БАМа, и 8 мая 1975 года в Тынду пришёл первый рабочий поезд.
В 1977 году Ф. В. Ходаковский был переведён на самый сложный — Бурятский — участок БАМа управляющим треста «Нижнеангарсктрансстрой» в город Северобайкальск. Трест под его руководством провёл путеукладку от перевала Давана до «золотого звена» Балбухты в сентябре 1984 года. Ходаковский возглавлял этот трест по май 1985 года. В 1983 году без отрыва от производства он окончил Академию народного хозяйства СССР.
Затем работал на должности секретаря Бурятского республиканского комитета партии по строительству, далее в городе Тюмени возглавлял трест «Тюменьтрансстрой».
В 90-х годах Ф. В. Ходаковский работал в Госстрое Российской Федерации на должности заместителя начальника объединённой дирекции по реализации федеральных инвестиционных программ.
В 2000-х годах Ф. В. Ходаковский — пенсионер. Жил в Москве. Был членом общества «Трудовая доблесть России». За 52 года работы с 1953 до 2005 год Ходаковский Ф. В. зарекомендовал себя только с положительной стороны, все построенные им объекты безупречно функционируют до настоящего времени.
Умер 2 октября 2022 года. Похоронен на Троекуровском кладбище.

## Награды
Награждён медалью «Серп и Молот», тремя орденами Ленина, орденами Трудового Красного Знамени, «Знак Почёта», «Дружбы народов», многими медалями и знаками, в том числе «Почётный транспортный строитель», «Заслуженный строитель СССР» и другими.

## Семья
Жена Ходаковская (Синякина) Мария Алексеевна (1939 года рождения) родилась в Калужской области. Дети: Виталий (1963) (окончил Ленинградский институт инженеров железнодорожного транспорта ЛИИЖТ (строитель)), Ольга (1964) (окончила Киевский торгово экономический институт КТЭИ (экономист)), Владислав (1970) (окончил Дальневосточное общевойсковое командное училище, Московский институт МВД России (сотрудник МВД)). Внуки Андрей, Марианна, Алёна, Тимофей. От внучки Марианны правнуки Феликс (26.10.2016) и Август (31.08.2021). От внука Андрея правнучка Мия (12.07.2020).